# الغارة الجوية على القاع
الغارة الجوية على القاع كانت هجوما من قبل القوات الجوية الإسرائيلية على مبنى في منطقة القاع على بعد حوالي 10 كيلومترات من الهرمل في سهل البقاع في لبنان في 4 أغسطس 2006. وقع الهجوم خلال حرب لبنان 2006. قتل ثلاثة وثلاثون من عمال المزارع معظمهم من الأكراد السوريين واللبنانيين خلال الغارة الجوية.

## الجدول الزمني للأحداث

### الجدول الزمني وفقا للعمال
وفقا للعمال كان الجدول الزمني:
كان العمال يقومون بتحميل المنتجات الزراعية خاصة الخوخ والبرقوق من مبرد في شاحنة مبردة. كانت هذه المنتجات للتصدير عبر الحدود. كانت الحاوية المبردة تقع خارج المبنى الذي تعرض لهجوم وقريب من مكتب الجمارك اللبناني في منطقة تؤدي إلى الحدود مع سوريا. كان هذا المبنى على مشارف القرية التي تقع فيها مزرعة الشركة اللبنانية.
هذا ما قاله العامل محمد راشد أحد الجرحى.
ذكرت تقارير أولية أن ثلاثة صواريخ تابعة للقوات الجوية الإسرائيلية أصابت المزرعة وأن 23-27 مدنيا قتلوا في الهجوم. تم الكشف عن عدد القتلى خلال ساعات إلى ثلاثة وثلاثين قتيلا وعشرين جريحا.

### الجدول الزمني وفقا للقوات الجوية الإسرائيلية
وفقا لما ذكره المتحدث باسم القوات المسلحة الإسرائيلية جاكوب دالال الذي أصدر بيانا بشأن الهجوم:
قال الجيش أنه بمجرد مغادرة الشاحنة للمنطقة تعرض المبنى لهجوم.

### الاستجابة الطبية والإنسانية
بعد الغارة الجوية تم جلب جرافة إلى مكان الحادث لمحاولة التخلص من الأنقاض والمساعدة في البحث عن الناجين.
تم نقل القتلى والجرحى إلى سوريا المجاورة بعد الغارة وتمت معالجتهم في مستشفى القصير الوطني على الحدود اللبنانية السورية وفي المستشفى الوطني في مدينة حمص السورية.
وفقا لتقارير سابقة صادرة عن وكالة الأنباء السورية الرسمية كان القتلى السوريون ثمانية عشر رجلا وامرأتان مسنتان وثلاث بنات صغيرة. أوردت تقارير لاحقة أن مجموع القتلى السوريين في عشرين شخصا بينهم ثمانية عشر رجلا وخمس نساء وثلاث فتيات بينما كانت الوفيات العشرة المتبقية من المواطنين اللبنانيين. كما أصيب عشرة من العمال السوريين في هجوم القوات الجوية الإسرائيلية.

## ردود الفعل

### سوريا
كان هناك غضب عام واسع النطاق في الهجوم في سوريا. أصدر وزير الإعلام السوري الدكتور محسن بلال بيان يصف فيه الهجوم بأنه «عمل إسرائيلي وفاشي نفذته بأسلحة وصواريخ أميركية الصنع». علق قائلا: «إن العدوان الإسرائيلي لم يحقق أي مكاسب إلا أنه قتل الأطفال العزل والنساء والشيوخ وهذا العمل غير المبرر يتناقض مع المبادئ والمعايير الأخلاقية والدينية».

## وصلات خارجية
‌